# Lázaro Betancourt (trójskoczek)
Lázaro Betancourt (ur. 18 marca 1963) – kubański lekkoatleta specjalizujący się w trójskoku. 

## Sukcesy sportowe
- dwukrotny mistrz Kuby w trójskoku – 1986, 1990[1]

| Rok  | Miasto    | Zawody                                | Konkurencja | Wynik         |
| ---- | --------- | ------------------------------------- | ----------- | ------------- |
| 1982 | Hawana    | Igrzyska Ameryki Środkowej i Karaibów | trójskok    | srebrny medal |
| 1983 | Caracas   | Igrzyska panamerykańskie              | trójskok    | srebrny medal |
| 1983 | Barcelona | Mistrzostwa ibero-amerykańskie        | trójskok    | złoty medal   |
| 1984 | Moskwa    | Zawody Przyjaźń-84                    | trójskok    | 4. miejsce    |
| 1985 | Paryż     | Światowe igrzyska halowe              | trójskok    | srebrny medal |
| 1986 | Santiago  | Igrzyska Ameryki Środkowej i Karaibów | trójskok    | złoty medal   |
| 1990 | Meksyk    | Igrzyska Ameryki Środkowej i Karaibów | trójskok    | złoty medal   |

## Rekordy życiowe
- trójskok – 17,78 – Hawana 15/06/1986
- trójskok (hala) – 17,30 – Turyn 03/02/1985